# Grönlandexpeditionen unter Christian IV.
Die Grönlandexpeditionen unter Christian IV. waren drei vom dänisch-norwegischen König Christian IV. in Auftrag gegebene Expeditionen nach Grönland, die in den Jahren 1605 bis 1607 stattfanden. Durch sie sollte insbesondere der Kontakt zu den skandinavischen Kolonisten auf Grönland (Grænlendingar) wiederhergestellt werden.

## Vorgeschichte
Im 10. Jahrhundert war Grönland von Island aus durch die Grænlendingar für Norwegen besiedelt worden. Der Kontakt zu den Kolonisten war um 1400 abgebrochen, der letzte schriftliche Beleg für die Existenz der dortigen Siedlungen stammt aus dem Jahr 1408. Auch der Seeweg von Europa nach Grönland war vergessen. Norwegen wurde mittlerweile in Personalunion mit Dänemark regiert, sodass der in Dänemark residierende König Anspruch auf Grönland erhob. Um 1472 war erstmals von König Christian I. der Versuch unternommen werden, Grönland wiederzuentdecken, womit die Seefahrer Hans Pothorst und Didrik Pining beauftragt wurde. Der Erfolg der Expedition ist unsicher. Erst bei einer Expedition unter dem englischen Seefahrer Martin Frobisher von 1576 bis 1578 gelang die gesicherte Wiederentdeckung Grönlands. König Friedrich II. plante daraufhin 1582 eine dänische Expedition zur Sicherung der dänisch-norwegischen Ansprüche auf Grönland, die jedoch nie durchgeführt wurde.
Die Expeditionen hatten im Wesentlichen vier Ziele:
- die Bestimmung des günstigsten Seewegs nach Grönland
- die Suche nach den Kolonien der skandinavischen Siedler
- die Erkundung Grönlands
- die Wiederauffrischung des dänischen Gebietsanspruchs auf Grönland

## Erste Expedition 1605
Für die erste Expedition wurden drei Schiffe zur Verfügung gestellt: Die Trost, die Røde Løwen („Roter Löwe“) und die Pinasse Marekatten („Meerkatze“). Zum Expeditionsleiter und Kapitän der Trost wurde der Schotte John Cunningham ernannt, sein Steuermann war James Hall, der sehr wahrscheinlich bei früheren Reisen Erfahrung in arktischen Gewässern gesammelt hatte und möglicherweise bereits bei den Expeditionen von John Davis vor die Westküste Grönlands in den 1580er Jahren mit von der Partie war. Die Marekatten wurde vom Engländer John Knight befehligt, einzig das Kommando über Røde Løwen wurde einem Dänen, dem Adligen Godske Lindenow übertragen.
Die Schiffe stachen am 2. Mai 1605 von Kopenhagen aus in See. Auf Empfehlung des Navigators Hall wurde nicht die althergebrachte Route der Skandinavier über den Atlantik eingeschlagen, stattdessen fuhr man zwischen Orkney und den Shetlands, nördlich von Fair Isle, hindurch und hielt anschließend Richtung Nordwest auf die Davisstraße zu. Diese Route war bereits von John Davis benutzt worden. Die Reise über den Atlantik verlief ohne besondere Vorkommnisse.
Unweit Grönlands wurde die Flotte kurzzeitig in dichtem Nebel getrennt, und Lindenow bat Hall daher um eine Karte. Am 11. Juni trennte sich die Røde Løwen von den anderen Schiffen. Vorausgegangen war ein Streit zwischen ihm und Hall; Lindenow war der Meinung, dass sie durch den Nordwestkurs, weitab der grönländischen Küste, die Kolonien der Siedler verpassen würden, und schlug im Folgenden auf eigene Faust einen Südostkurs direkt auf die Küste ein.
Die Røde Løwen wurde sehr weit nach Süden abgetrieben, und erst nach mehreren fehlgeschlagenen Versuchen gelang es Lindenow, zwischen 62. und 63. Breitengrad in der Nähe des heutigen Qeqertarsuatsiaat an Land zu gehen. Er traf auf Inuit, von denen er große Mengen an Fellen sowie Walross- und Narwalhörner erwarb. Zwei der Inuit ließ Lindenow gefangen nehmen. Anschließend machte er sich auf die Rückfahrt und traf am 28. Juli wieder in Kopenhagen ein. Nach seiner Ankunft wurde er als Wiederentdecker Grönlands gefeiert.
Die Trost und die Marekatten behielten den alten Nordwestkurs bei. Am 12. Juni gingen sie bei 66° 30' N im Itillip Ilua an Land, in dem bereits Davis 1586 geankert hatte. Während Cunningham dort verblieb, brach Hall am 20. Juni an Bord der Katten weiter in Richtung Norden auf. Während dieser Reise erstellte Hall vier Karten, darunter die erste Karte der Westküste Grönlands. Am 26. Juni wurde ein Mitglied der Mannschaft, Hendrich Hermansen, wegen ungehorsamem Verhalten an der Küste ausgesetzt. Die Gruppe erreichte am 27. Juni 68° 35' N und sichtete die südlichen Ausläufer der Diskobucht. Hall wollte die Reise noch weiter fortsetzen, wurde jedoch von seiner Mannschaft umgestimmt, die befürchtete, dass die Trost sich ohne sie auf die Heimfahrt machen würde. Am 10. Juli trafen sie wieder im Itillip Ilua bei der Trost ein. Während der Fahrt sammelte Hall Gesteinsproben, die späteren Untersuchungen zufolge Silbererz enthielten und für die folgende Expedition von Bedeutung waren.
Cunningham hatte inzwischen Kontakt mit Inuit aufgenommen und vier von ihnen gefangen genommen. Man erhoffte sich von ihnen Informationen über die skandinavischen Siedlungen und wollte sie darüber hinaus bei zukünftigen Expeditionen als Übersetzer und Vermittler einsetzen. Ein Inuk setzte sich jedoch so heftig gegen seine Gefangennahme zur Wehr, dass er erschossen wurde. Der Stamm der Inuit griff die Schiffe an, wurden jedoch durch Kanonenfeuer vertrieben. Die Flotte machte sich auf den Heimweg und erreichte am 10. August Kopenhagen.
Die Expedition wurde als Erfolg gefeiert. Zwar hatte man die Kolonien der nordischen Siedler nicht wiedergefunden, jedoch war ein günstiger Seeweg nach Grönland ausgemacht worden, der für künftige Expeditionen von großem Nutzen sein konnte. Des Weiteren hatte man begehrte Gütern wie Felle und Hörner mitgebracht, im Gestein gefundenes Silbererz nährte zudem die Hoffnung auf große Bodenschatzvorkommen in Grönland. Schließlich waren auch die vier von Hall angefertigten Karten von großem Wert. Hall wurde am 20. September zum Maat (Styrmand) befördert und erhielt ein Jahresgehalt von 500 Reichstalern (Rigsdaler) zugesprochen – die damals übliche Besoldung eines Maats in der dänischen Marine betrug lediglich 50 bis 90 Reichstaler.
Die insgesamt fünf nach Dänemark verschleppten Inuit konnten keine Angaben über die nordischen Kolonien machen. Zunächst hatte man sogar in Betracht gezogen, dass es sich um Nachfahren der skandinavischen Siedler handeln könnte. Offenbar gelang es aber kaum, sich mit ihnen zu verständigen. Drei Grönländer wurden auf die zweite Expedition 1606 mitgenommen, von denen zwei jedoch auf der Hinfahrt starben und einer sich auf einem Schiff befand, das vor Grönland umkehren musste. Nach mehreren erfolglosen Fluchtversuchen nach Grönland starben vermutlich alle binnen weniger Jahre in Dänemark.

## Zweite Expedition 1606
Nach den ermutigenden Ergebnissen der ersten Expedition entschloss man sich bald, eine noch größer angelegte Folgeexpedition zusammenzustellen. Dazu wurden zwei weitere Schiffe zur Verfügung gestellt: die Ørnen („Adler“) mit Hans Bruun als Kapitän sowie die Gilliflower unter dem Kommando von Carsten Richardson aus Holstein. Lindenow wurde zum Leiter der Expedition und Kapitän des Flaggschiffs Trost ernannt. Hall war erneut Navigator und Steuermann der Trost. Die Røde Løwen befehligte Cunningham, die Marekatten der Norweger Anders Nolk. Knight war inzwischen wieder nach England zurückgekehrt.
Am 27. Mai 1606 verließ die Flotte Kopenhagen. Während der Hinfahrt vermerkte Hall im Logbuch, dass er die Insel Buss (eine Phantominsel) gesichtet habe. Lindenow befahl einen nördlicheren Kurs als Hall in der ersten Expedition, um die Flotte von Anfang an näher an die Küste heranzubringen. Jedoch gerieten die Schiffe dadurch in den Ostgrönlandstrom, der sie weit nach Westen abdriften ließ, so dass die Expedition am 13. Juli auf der Labrador-Halbinsel an Land gehen mussten. Lindenow schlug nun einen nördlichen Kurs ein, bis am 19. Juli bei 64° N eine Fahrrinne im Eis in Richtung Grönland entdeckt wurde. In dichtem Nebel und Packeis verloren die Schiffe jedoch den Kontakt untereinander, und nur zwei der fünf Schiffe, die Trost und die Ørnen, erreichten am 27. Juli die grönländische Küste. Man ankerte zunächst im Kangerlussuaq in der Nähe des heutigen Sisimiut. Am 6. August fuhren die Schiffe in den Itillip Ilua ein. In erster Linie sammelte man nun große Mengen an Gestein und brachte es auf die Schiffe. Der Handel mit den Inuit verlief jedoch nur schleppend. Am 9. August wurde ein Mitglied von Lindenows Mannschaft an der Küste ausgesetzt; er wurde noch am selben Tag von den Inuit getötet. Am Nachmittag nahm Lindenow fünf weitere Inuit gefangen, von denen einer während der Rückfahrt über Bord sprang. Am 10. August trat die Expedition die Rückreise an und traf am 4. Oktober in Kopenhagen ein.
Die Ergebnisse der zweiten Expedition waren enttäuschend. So waren keinerlei neue Entdeckungen gemacht worden. Die Hoffnung auf Silber im mitgebrachten Gestein erfüllte sich nicht, es stellte sich vielmehr als völlig wertlos heraus. Auch war man auf keinerlei Hinweise auf das Schicksal der Kolonien gestoßen. Es stand hingegen fest, dass Grönland entgegen der alten Überlieferungen kein fruchtbares, sondern ein karges, unwirtliches Land war. Die Vorstellung, man könne mit vermeintlich wohlhabenden und florierenden Siedlungen auf Grönland profitabel Handel treiben, musste offensichtlich begraben werden.

## Dritte Expedition 1607
Auch wenn die zweite Expedition erfolglos verlaufen war, gab Christian IV. die Hoffnung nicht auf, zumindest die nordischen Kolonien wieder zu finden. Alte Berichte gaben die Lage der Siedlung im Süden Grönlands, am sogenannten „Eriksfjord“, an, und bezeichneten sie als „Ostsiedlung“. Da die beiden vorherigen Expeditionen wesentlich weiter nördlich und zudem an Grönlands Westküste an Land gegangen waren, bestand die Möglichkeit, dass sich im Südosten eine Siedlung gehalten hatte. Christian IV. gab daher eine dritte Expedition in Auftrag, die nun die Südostküste Grönlands zwischen den 60° und 61° Breitengrad erkunden sollte und sich insbesondere auf die Suche nach dem „Eriksfjord“ machen sollte.
Die Leitung der Expedition übernahm Carsten Richardson, dem neben der Trost lediglich die Barke Greenland zur Verfügung stand. Erneut erhielt James Hall den Posten des Steuermanns und Navigators. Es war bekannt, dass die Ostküste Grönlands äußerst schwer zu erreichen war, da man gegen starke Strömungen (Grönlandstrom) und nach Süden treibendes Packeis ansegeln musste. Hall bereitete sich durch intensives Studium der Berichte Martin Frobishers aus den 1570er Jahren auf die Reise vor. Frobisher hatte jedoch aufgrund einer fehlerhaften Karte, der Zeno-Karte, Grönland für die (nichtexistente) Insel Frisland gehalten und anschließend die Frobisher-Bucht an die Küste Grönlands verlegt. Seine Berichte über „Grönland“ beschrieben also in Wirklichkeit die Nordwestküste Kanadas.
Um sich mit den skandinavischen Siedlern, die man zu finden hoffte, verständigen zu können, rekrutierte man einen Großteil der Besatzung aus norwegisch oder isländisch sprechenden Männern. Nachdem man am 13. Mai 1607 von Kopenhagen aus in See gestochen war, wurde nach Fair Isle nun ein nördlicherer Kurs als zuvor eingeschlagen, und am 8. Juni sichtete man auf 59°N die Ostküste Grönlands. In der Folgezeit fand man jedoch keinen geeigneten Ankerplatz, schlechtes Wetter und Stürme behinderten zudem die Weiterfahrt. Die Schiffe erreichten am 1. Juli den 64. Breitengrad, konnten jedoch aufgrund des dichten Eises nicht zur Küste vordringen. Als die Trinkwasserreserven zur Neige gingen und die Schiffe durch Eis stark beschädigt waren, entschloss man sich zur Umkehr. Zunächst plante Richardson lediglich einen Zwischenstopp in Island, um anschließend mit reparierten Schiffen und aufgefüllten Vorräte erneut nach Grönland aufzubrechen. Die Schiffe gerieten jedoch in einen schweren Sturm, der sie bis vor die Küste Norwegens trieb. Am 25. Juli liefen die Schiffe wieder in Kopenhagen ein.
Nachdem sich auch die dritte Expedition als Fehlschlag erwiesen hatte, legte Christian IV. das Thema Grönland beiseite. Nachdem er 1619 eine Expedition unter der Führung von Jens Munk in die Hudson Bay zur Suche nach der Nordwestpassage gesandt hatte, ließ schließlich der Dreißigjährige Krieg alle dänischen Ambitionen in der Arktis in den Hintergrund rücken.